# Матра

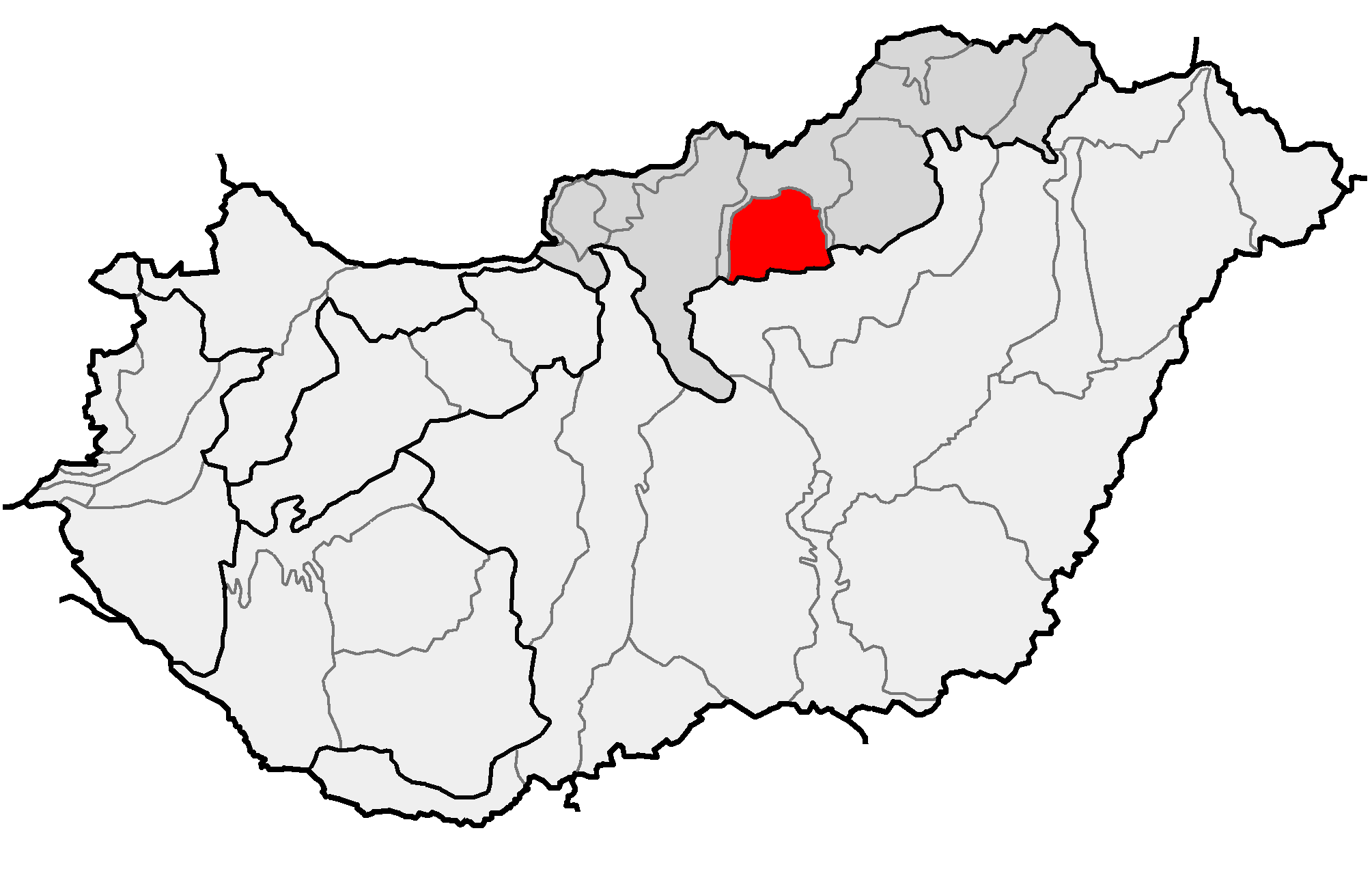
Матра на карте Венгрии

Ма́тра (венг. Mátra) — горный массив в Северной Венгрии. 
Гора Кекеш (1014 м) — самая высокая гора не только горного массива Матра, но и всей Венгрии. Растительность — дубовые и буковые леса, также — сады, виноградники. Термальные источники. Горнолыжные трассы.
Подгорье Матры (Матраалья) — важный венгерский винодельческий регион.
Курорты:
- Бюксек
- Парад
- Матрафюред

## Интересные факты
- Вскоре после вступления в область Матры армии Арпада, в здешних горах, а также в излучине реки Горнад, укрепился могущественный клан Аба, построивший замок Пата. Король Аба Самуил основал здесь монастырь в Абасаре.

- Матра изображена на Гербе Словакии вместе с горами Татры и Фатры (Велька Фатра и Мала Фатра), несмотря на то, что находится полностью на территории современной Венгрии.